# Psammophis sibilans
Psammophis sibilans is een slang uit de familie Psammophiidae.

## Naam en indeling
De wetenschappelijke naam van de soort werd voor het eerst voorgesteld door Carl Linnaeus in 1758. Oorspronkelijk werd de wetenschappelijke naam Coluber sibilans gebruikt, later werd de slang tot het geslacht Natrix gerekend.
Psammophis sibilans is een van de soorten uit het geslacht van de zandrenslangen (Psammophis). De taxonomische indeling van deze slangengroep is ingewikkeld en omstreden.

## Uiterlijke kenmerken
Psammophis sibilans is een forse slang die vermoedelijk een maximale totale lichaamslengte tot ca. 180 centimeter kan bereiken, maar het gemiddelde voor volwassen dieren is 90 tot 110 cm. De juvenielen hebben een lengte van 19 tot 28 cm.
Er is bij slangen van dit genus geen sprake van seksueel dimorfisme (uiterlijk sekseverschil), zij het dat mannen in het algemeen groter en forser worden dan vrouwen. Men kan dus geen algemene maximale of gemiddelde maat te geven voor beide geslachten. Bovendien is het in het veld niet uit te maken met welk geslacht men te maken heeft. Alleen bestudering van de geslachtsorganen kan uitsluitsel geven. Die zijn echter bij slangen van dit genus (net als bij verwante slangen als Malpolon) nogal kort (3 tot 4 subcaudalen), dun en glad, zodat het zeer lastig is te bepalen tot welk geslacht het dier behoort. Het bekende 'sonderen' is voor deze slangen sterk af te raden omdat het fysieke beschadiging kan opleveren.
Psammophis sibilans is een qua kleur en tekening variabele soort, met bovendien nogal wat regionale variatie, wat gezien het enorme verspreidingsgebied niet zo gek is. Er zijn vrijwel uniforme exemplaren, maar ook gestreepte, waarvan er een aantal zeer sterk lijken op Psammophis subtaeniatus. Er zijn gevallen bekend waarin in één legsel zowel gestreepte als uniforme embryo's aangetroffen werden.

## Verspreiding en habitat
De soort komt voor in delen van Afrika en leeft in de landen Egypte, Soedan en Ethiopië en mogelijk in Eritrea en Soedan. Volgens Broadley (2002), komt P. sibilans niet voor in zuidelijk Afrika beneden de 12de breedtegraad en kan dus beschouwd worden als een Noord-Afrikaanse soort. Vroegere auteurs noemen bij de verspreiding Zuid-Afrika (Natal en Transvaal), Botswana, Namibië, Zimbabwe, Zambia, Malawi, Mozambique, Angola, Oost-Afrika, West-Afrika, Noord-Afrika, dit alles met de beperking dat hij niet wordt aangetroffen in regenwouden, woestijnen en moerassen.
Het is een dagactieve slang die overdag vaak dag na dag op dezelfde plaats ligt te zonnen, in laag struikgewas, op overhangende takken van bomen tot op een hoogte van een meter of drie, vier. Het is een goede klimmer. De benaming zandslang is voor deze soort in elk geval niet juist, aangezien hij zeker niet bij voorkeur op zandig terrein voorkomt.

## Levenswijze en gedrag

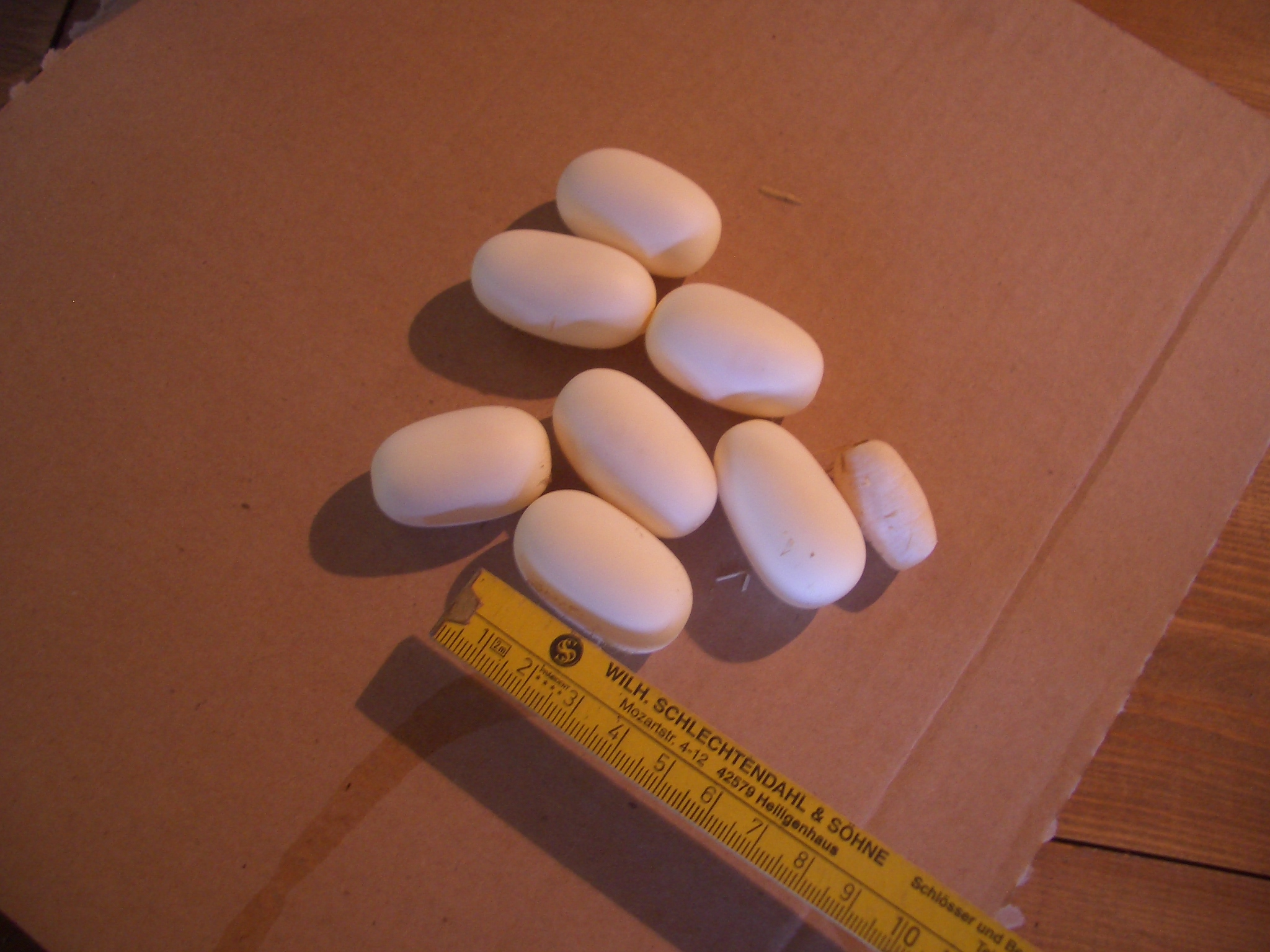
Eieren van deze slang.

Het voedsel bestaat in de natuur voornamelijk uit hagedissen, knaagdieren en kikkers. Bovendien komen spitsmuizen op het menu voor, kleine vogels en kuikens. Ook kleine slangen, waaronder gifslangen, komen als prooi in aanmerking. In gevangenschap zijn het goede eters. Ze kunnen gevoederd worden met muizen en nestratten. Kannibalisme is herhaaldelijk gesignaleerd.
Zandrenslangen vertonen net als hagedisslangen (Malpolon sp.) een interessante vorm van gedrag die meestal aangeduid wordt als poetsen. Met name onder droge, warme omstandigheden wrijven de dieren met de neusgaten volgens een vastliggend patroon langs de onder- en zijkant van het lichaam, van hals tot staart. Ze brengen daarbij een kliervloeistof aan waarvan de betekenis nog niet geheel duidelijk is. Mogelijk is het een middel tot territoriumafbakening.

### Voortplanting
Deze soort legt gemiddeld tien tot vijftien eieren. De kweek is al verschillende malen in gevangenschap gelukt. De jongen (die in de natuur ongetwijfeld kleine hagedissen eten) weigeren over het algemeen nestmuizen, zodat ze enige tijd gedwangvoederd moeten worden. Er lijkt sprake te zijn van enige broedzorg, wat zeldzaam is bij slangen.

## Terrariumervaringen
Verschillende terrariumhouders hebben deze slang met succes verzorgd en gekweekt, soms tot in de tweede generatie. Hij is mooi en sterk, en vertoont interessant en levendig gedrag. Door zijn felle karakter en snelheid is het desondanks geen geliefd terrariumdier. Hij wordt ook zelden in de handel aangeboden.